# Кална (Црна-Трава)
Кална (серб. Кална) — населённый пункт в общине Црна-Трава Ябланичского округа Республики Сербии.

## Население
Согласно переписи населения 2002 года, в селе проживало 147 человек (все сербы).
| Численность населения | Численность населения | Численность населения | Численность населения | Численность населения | Численность населения | Численность населения | Численность населения |
| 1948                  | 1953                  | 1961                  | 1971                  | 1981                  | 1991                  | 2002                  | 2011                  |
| --------------------- | --------------------- | --------------------- | --------------------- | --------------------- | --------------------- | --------------------- | --------------------- |
| 826                   | 817                   | 885                   | 720                   | 441                   | 217                   | 147                   | 86                    |

## Религия
Согласно церковно-административному делению Сербской православной церкви, село относится к Третьему власотинацкому приходу Власотинацкого архиерейского наместничества Нишской епархии.